# Stachelschwanzsegler

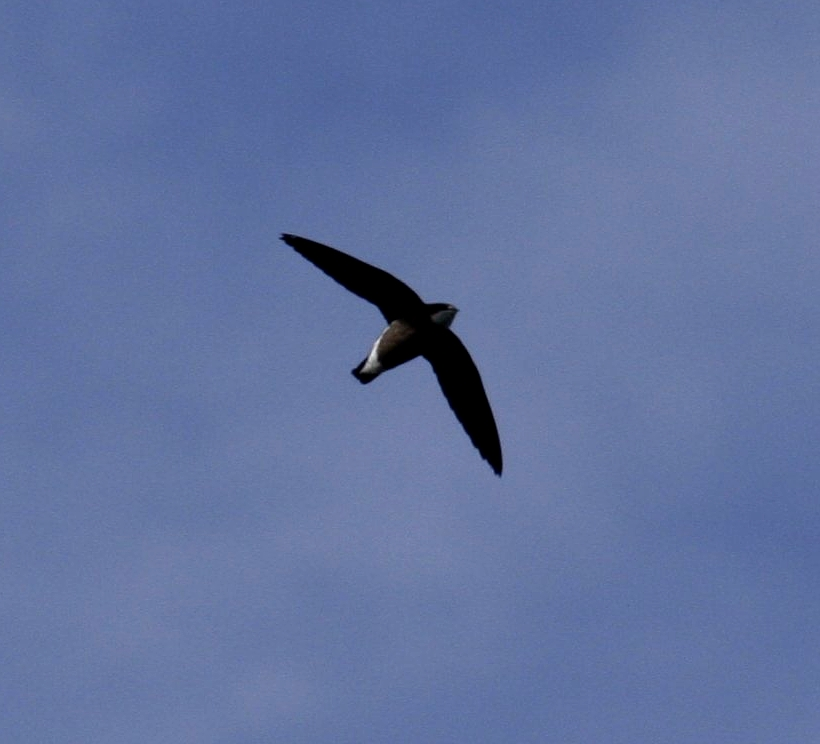
Stachelschwanzsegler in Australien nordwestlich von Brisbane

Der Stachelschwanzsegler (Hirundapus caudacutus) ist eine Vogelart aus der Familie der Segler (Apodidae). Es handelt sich um einen großen Segler, der von Sibirien bis Japan und im Himalaya brütet. Im Himalaya ist die Art Standvogel, während die nördlicheren Populationen während des Winters der Nordhalbkugel hauptsächlich in Ostaustralien übersommern. Das Gefieder des Stachelschwanzseglers ist vorwiegend dunkel olivbraun; auffallend ist das helle Hufeisenmuster an der Unterseite und der helle, breite Kehlfleck. Diese Gefiedermerkmale und die charakteristische Gestalt ermöglichen eine recht einfache Bestimmung der Art. Der Bestand des Stachelschwanzseglers gilt als stabil und die Art als nicht gefährdet.
Der Stachelschwanzsegler gilt mit 170 km/h Höchstgeschwindigkeit im horizontalen Schlagflug als der schnellste Segler, nach derzeitigem Kenntnisstand ist er damit in dieser Disziplin der schnellste Vogel der Welt.

## Merkmale
Die Körperlänge liegt zwischen 19 und 20 Zentimetern, die Flügellänge zwischen 195 und 225 Millimetern. Das ermittelte Gewicht lag bei Männchen zwischen 109 und 140 Gramm, bei Weibchen zwischen 101 und 125 Gramm. Die Kombination von Gestalt und Gefiedermerkmalen ermöglicht eine recht einfache Bestimmung der Art. Die langen Flügel sind an der Basis ziemlich breit und laufen spitz zu. Der Körper ist recht kräftig, der Kopf ist relativ groß und wird nach vorne gestreckt. Der breite, kurze Schwanz ist gerade abgeschnitten und zeigt die namensgebenden „Schwanzdornen“, die über die Fahnen der Steuerfedern hinausragenden Federkiele.
Das Gefieder ist vorwiegend dunkel olivbraun. Auffällig ist das helle Hufeisenmuster der Unterseite, das durch die hellen Unterschwanzdecken und die hellen Streifen an den Flanken gebildet wird. Dieses Merkmal zeigen alle Hirundapus-Arten, der Stachelschwanzsegler weist aber zudem einen breiten, stark kontrastierenden hellen Kehlfleck auf, der ihn von allen anderen Arten der Gattung deutlich unterscheidet. Zudem zeigt die Art einen weißen Streifen über Zügel und Stirn. Auf der Oberseite finden sich besonders im unteren Bereich des Mantels und am Rücken hellere, graubraune Gefiederanteile, die in Richtung Nacken allmählich dunkler werden.
Der Flug des Stachelschwanzseglers ist charakteristisch. Schnelle, kraftvolle Flügelschläge beschleunigen den Vogel auf die hohen Geschwindigkeiten, für die die Art bekannt ist. Auf dem Zug und beim Nahrungserwerb fliegt der Stachelschwanzsegler sehr schnell, es werden dabei aber auch Gleitphasen eingestreut. Oft kann man ihn auch mit viel niedrigerer Geschwindigkeit fliegen sehen, während langer Gleitphasen sind die Flügel dabei leicht nach unten gebogen.
Die Geschlechter unterscheiden sich im Aussehen nicht. Bei Jungvögeln sind Stirn und Zügel graubraun statt weiß. Dieses Unterscheidungsmerkmal zu den adulten Vögeln ist in abgeschwächter Form auch noch bei den Einjährigen vorhanden.
Der Ruf des Stachelschwanzseglers ist ein schnelles, fast insektenartiges Schwätzen trp-trp-trp-trp-trp-trp… und klingt deutlich weniger hart als die Rufe der Apus-Arten. Die Dauer und Geschwindigkeit der Rufkaskaden ist unterschiedlich.

## Verbreitung und Wanderungen

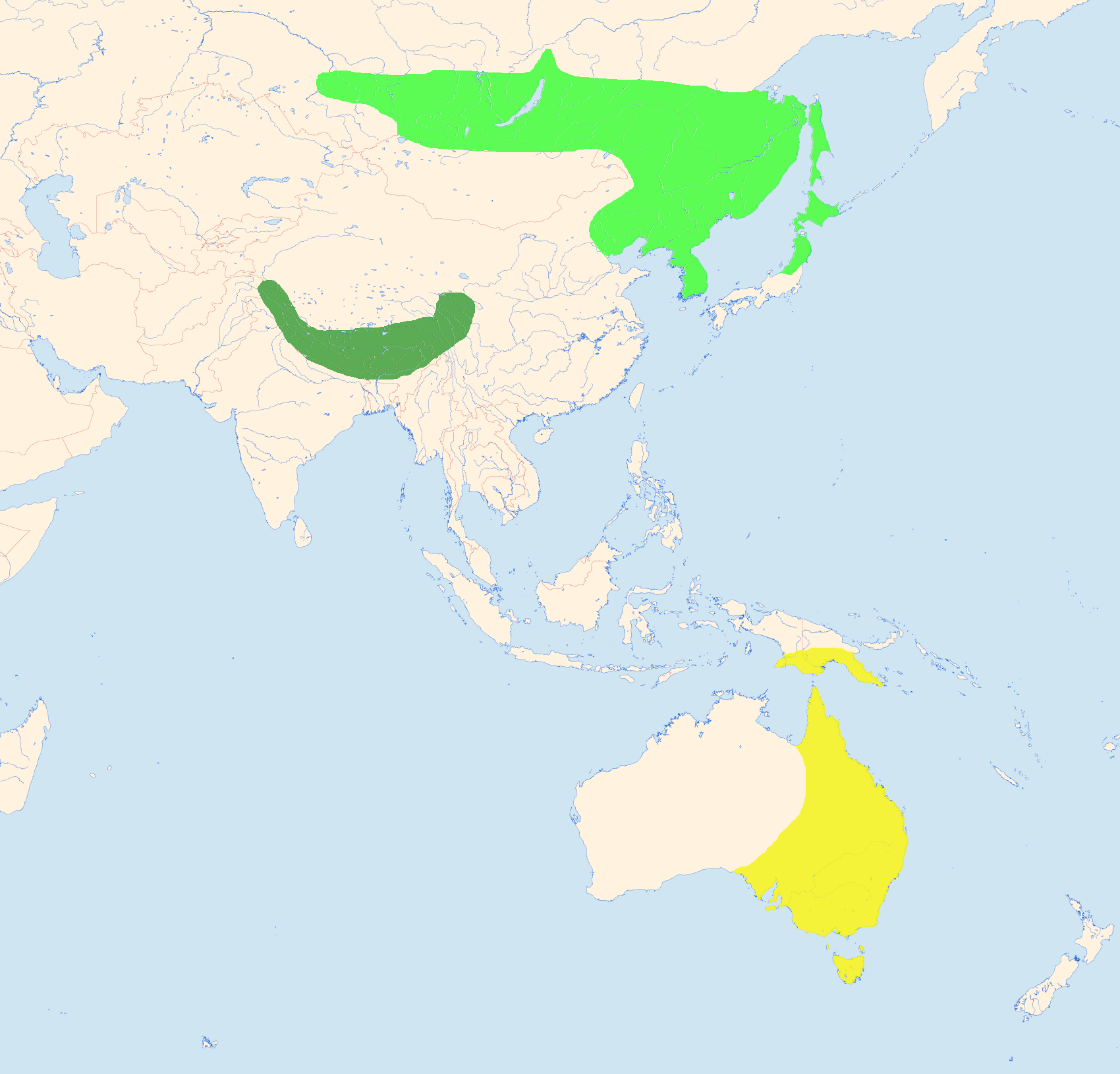
Verbreitungsgebiet: hellgrün = Brutgebiet, dunkelgrün = Standvogel, gelb = Winterquartier

Das asiatische Verbreitungsgebiet zerfällt in zwei disjunkte Teilgebiete, die Vögel der nördlichen Population sind Langstreckenzieher, die der südlichen Standvögel.
Die nördliche Population brütet in einem Bereich von der Mitte Sibiriens bis Japan. Das Verbreitungsgebiet erstreckt sich dabei vom Tal des Wassjugan im Westen östlich durch die Mongolei nach Nordchina, im Osten des asiatischen Festlands reicht die Verbreitung südlich bis zur Koreanischen Halbinsel. Weiter kommt die Art auf Sachalin, den Kurilen und den japanischen Inseln Hokkaidō und Honshū vor, auf letzterer nur im Norden.

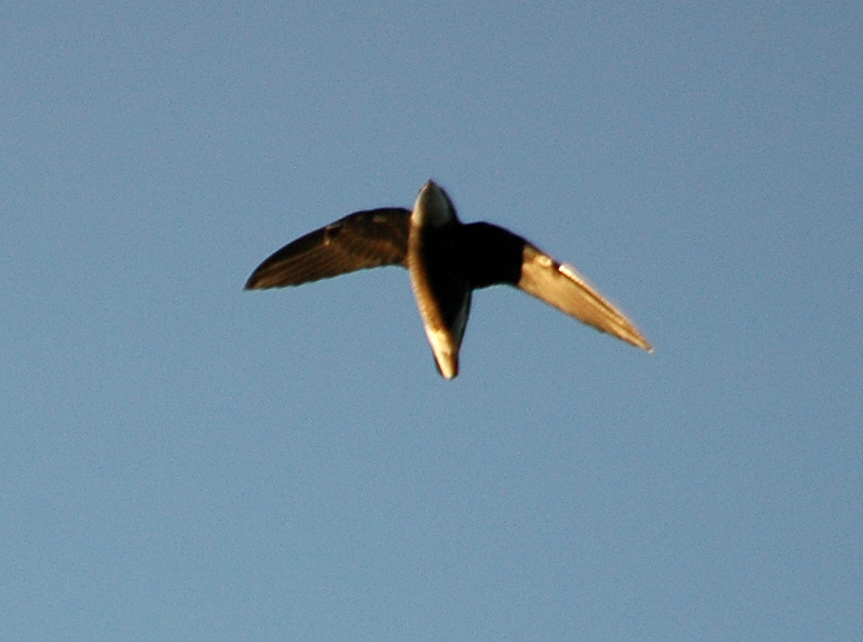
Übersommernder Stachelschwanzsegler im Südosten von Queensland

Im Himalaya brütet der Stachelschwanzsegler von West nach Ost von Hazara in Pakistan über Nepal, Sikkim, Bhutan, Arunachal Pradesh bis in den Westen Sichuans und Yunnans.
Die nördlichen Populationen übersommern vorwiegend im Osten Australiens, in geringerem Maße auch im Süden Neuguineas. Sie ziehen dabei durch China, den Osten Thailands und über die Indochinesische Halbinsel. Die fehlenden Sichtungen auf dem Indischen Subkontinent machen deutlich, dass die aus Zentralsibirien stammenden Vögel die asiatischen Gebirge zunächst Richtung Osten umfliegen, bevor sie sich südwärts wenden. Das Brutgebiet auf der Nordhalbkugel verlassen die Segler hauptsächlich im September, der Zug über Südostasien erfolgt zwischen September und November. Australien erreichen die Vögel im Regelfall über die Torresstraße, seltener über die Arafurasee. Die mittlere Erstsichtung in Australien liegt am 22. Oktober, den südlichen Teil ihres Winterquartiers in Victoria und Tasmanien erreichen die Vögel hauptsächlich im Dezember. Der Heimzug beginnt im März, die Ankunft im Brutgebiet liegt zwischen April und Mitte Mai.
Selten ist der Stachelschwanzsegler in Westeuropa als Irrgast anzutreffen, die meisten Sichtungen entfallen dabei auf Großbritannien.

## Lebensraum
Der baumbrütende Stachelschwanzsegler kommt im Himalaya im Höhenbereich zwischen 1500 und 4000 Metern vor. Dort geht er über höher gelegenen Graslandschaften und Flusstälern auf Nahrungssuche. In Bhutan ist die Art regelmäßig über subtropischen Laub- und Mischwäldern anzutreffen, die auf einer Höhe zwischen 1000 und 2800 Metern liegen.
In Sibirien stellen bewaldete tiefere Lagen und Hügel mit Freiflächen das Habitat des Stachelschwanzseglers dar. Er unternimmt bei der Nahrungssuche ausgedehnte tägliche Wanderungen und durchquert dabei auch sehr verschiedenartige Lebensräume. Hauptsächlich das Wetter bestimmt den Höhenbereich der Nahrungssuche, die Schneegrenze wird nicht überschritten.
Im Winterquartier in Australien kommt der Stachelschwanzsegler sowohl im Gebirge als auch im Küstengebiet vor. In den Snowy Mountains, die zur fraglichen Zeit schneefrei sind, ist die Art über 1800 Metern häufig und zwischen 1500 und 1800 Metern regelmäßig anzutreffen. Das Spektrum der Jagdhabitate reicht von dicht bewaldeten Gebieten bis zu offenen Lebensräumen wie Farmland, Heideland oder Moorgebiete. In den tropischen Regenwäldern des Tieflands Papua-Neuguineas findet sich der Stachelschwanzsegler über Waldrändern oder baumfreien Gebieten.

## Verhalten und Nahrungserwerb
Während der Brutzeit ist der Stachelschwanzsegler weit weniger gesellig als andere Segler. Auf dem Zug und im Winterquartier ist er in größeren Schwärmen anzutreffen, aber auch während dieser Zeit sind nicht selten einzelne Vögel zu beobachten. Gemischte Schwärme werden vorwiegend mit anderen Hirundapus-Arten gebildet, eine gattungsfremde Ausnahme ist dabei der Pazifiksegler, der sich oft gemeinsam mit dem Stachelschwanzsegler auf dem Zug befindet.
Neben den bei vielen Seglern zu beobachtenden Verfolgungsjagden, an denen zwei oder auch drei Vögel beteiligt sind, wurde beim Stachelschwanzsegler in Australien eine andere Form des Schauflugs beobachtet, die – obwohl außerhalb des Brutgebiets – möglicherweise im Zusammenhang mit der Partnerfindung steht. Dabei stürzen sich ein oder mehrere Vögel einer Gruppe nacheinander nahezu senkrecht in die Tiefe, um nach einem Sturzflug von etwa 12 Metern unter heftigem Flügelschlagen die ursprüngliche Höhe wieder zu gewinnen.
Wie alle Segler jagen Stachelschwanzsegler Insekten oder Spinnentiere, die in der Luft gefangen werden. Beim Nahrungserwerb nutzen die Vögel bevorzugt Gebiete mit aufsteigenden Luftströmungen, die durch Thermik oder auch durch ein Buschfeuer verursacht sein können. Folgende Insekten wurden als Beute festgestellt: Käfer, Zikaden, Wespen, Zweiflügler, Nachtfalter, Kurzfühlerschrecken (insbesondere Wanderheuschrecken) sowie schwärmende Ameisen und Termiten.

## Fortpflanzung
Als Brutplatz werden Baumhöhlen oder höhlenähnliche Nischen im oberen Bereich von Nadelbäumen verwendet, auch in den Spalten von Felswänden nistet die Art. Als Nest dient eine flache Mulde am Grund der Höhle, gegebenenfalls wird eine Vertiefung auch in dafür angehäuftem Material gegraben. Über das Brutverhalten ist sonst wenig bekannt, Bruthöhlen anderer Arten werden offensichtlich verwendet, in Pakistan wurden zwei Paare beim Inspizieren alter Spechthöhlen beobachtet. Die Legezeit liegt hauptsächlich zwischen Ende Mai und Mitte Juni. Die Gelegegröße liegt im Regelfall bei zwei Eiern, aber auch bis zu sieben Eier wurden festgestellt. Die Bebrütung beginnt nach Ablage des ersten Eies. Als durchschnittliche Eigröße wurden 32,3 × 22,3 Millimeter ermittelt. Die Bebrütungszeit liegt bei 40, die Nestlingszeit zwischen 40 und 42 Tagen. Beide Geschlechter beteiligen sich gleichermaßen am Brutgeschäft.

## Mortalitätsursachen, Bestand und Gefährdung
Bisweilen werden Stachelschwanzsegler von Greifvögeln oder Eulen erbeutet, in Australien wurde dies für die Sumpfweihe (Circus approximans), den Australischen Baumfalken (Falco longipennis), den Wanderfalken (Falco peregrinus) und den Kläfferkauz (Ninox connivens) nachgewiesen. Ebenfalls in Australien wurden gelegentlich Kollisionen mit Freileitungen oder anderen Hindernissen als Todesursache festgestellt. Wesentlich bedeutender in diesem Zusammenhang ist aber bei den ziehenden Vögeln sicherlich die weite zurückzulegende Strecke zwischen Brutgebiet und Winterquartier, die insbesondere auch über einige der am dichtesten besiedelten Gebiete der Erde führt.
Im Himalaya ist der Stachelschwanzsegler recht selten und kommt nur gebietsweise vor. Innerhalb des nördlichen Verbreitungsgebiets steigt die Häufigkeit von West nach Ost an. Im Winterquartier in Australien ist die Art gebietsweise häufig.
BirdLife International schätzt die Größe des Verbreitungsgebiets auf ungefähr 6,1 Millionen Quadratkilometer, der Bestand wird als stabil eingestuft, deshalb und aufgrund des großen Verbreitungsgebiets gilt die Art als „nicht gefährdet“ (least concern). Im Osten und Südosten Australiens wurde in Untersuchungen in den Jahren 1977–1981 sowie 1998–2002 eine abnehmende Verbreitung und Häufigkeit der Gastvögel beobachtet und dies könnte ein Indiz für einen allgemeinen Bestandsrückgang sein, da die in Australien überwinternden Vögel einen großen Teil der Gesamtpopulation bilden.

## Systematik
Die Gattung Hirundapus besteht aus vier großen bis sehr großen Seglerarten. Sowohl die sehr großen Eil- und Purpursegler als auch die beiden etwas kleineren Arten der Gattung, der Stachelschwanzsegler und der Graukehlsegler, bilden zusammen je eine Superspezies.
Die Populationen im Himalaya gehören der Unterart H. c. nudipes an. Diese unterscheidet sich von der Nominatform vor allem dadurch, dass der helle Streifen an Zügeln und Stirn fehlt, die Vertreter der Unterart sind am Kopf einheitlich dunkel. Auch sind die Gefiederbereiche an Mantel und Rücken weniger hell und eher braun als grau. Die Unterseite und die Deckfedern der Flügelunterseite sind ein wenig dunkler als bei der Nominatform.